# Rockstar Dundee
Rockstar Dundee is een Brits computerspelontwikkelaar gevestigd in Dundee, Schotland. Het bedrijf werd in 2008 opgericht als Ruffian Games met een studio in Dundee. In 2020 werd het bedrijf overgenomen door Take-Two Interactive. Het bedrijf werd onderdeel van het Rockstar Games-label en hernoemd naar Rockstar Dundee.